# Marcel Berré
Marcel Louis Berré (Antwerpen, 1882. november 12. – Genf, 1957. október 27.) olimpiai ezüstérmes belga vívó.

## Sportpályafutása
Mindhárom fegyvernemben versenyzett, de nemzetközileg jelentős eredményt tőrvívásban ért el.